# Canada–Russia Challenge 2012
Canada–Russia Challenge 2012 var en serie juniorishockeymatcher mellan  Kanada och Ryssland. Eftersom båda lagen vann två matcher var, fick förlängning tillämpas för att avgöra matchserien. Ryan Strome gjorde 3:20 in i den 20 minuter långa förlängningsperioden det mål som avgjorde till Kanadas fördel.
Turneringen spelades till 40-årsminnet av Summit Series 1972, samt ettårsminnet av flygolyckan i Jaroslavl 2011.

## Matcherna
| Datum           | Spelplats | Hemmalag | Bortalag | Resultat |
| --------------- | --------- | -------- | -------- | -------- |
| 9 augusti 2012  | Jaroslavl | Ryssland | Kanada   | 2–3      |
| 10 augusti 2012 | Jaroslavl | Ryssland | Kanada   | 6–3      |
| 13 augusti 2012 | Halifax   | Kanada   | Ryssland | 5–6      |
| 14 augusti 2012 | Halifax   | Kanada   | Ryssland | 4–2      |